# Ugly Kid Joe
Ugly Kid Joe – hardrockowa grupa pochodząca z Isla Vista w Kalifornii, w USA.
Nazwa zespołu to parodia nazwy znienawidzonej glammetalowej grupy Pretty Boy Floyd. Pierwotna wersja była jeszcze bardziej jadowita: Ugly Fat Hoe. UKJ powstało w 1989 roku. Ich pierwszą piosenką, która przyniosła im sławę było „Everything About You”. 
Po wydaniu płyty America’s Least Wanted w 1992 roku, grupa wyruszyła w trasę koncertową u boku Ozzy’ego Osbourne’a i Def Leppard.
Wśród szerszej publiczności znany jest ich cover ballady Harry’ego Chapina „Cat's in the Cradle”, która rozeszła się w nakładzie 500 000 kopii w samych Stanach Zjednoczonych. Grupa rozpadła się w 1997 roku, a ich ostatnią płytą była składanka typu Greatest Hits.

## Wznowienie działalności
W grudniu 2009 Klaus Eichstadt w niemieckim wydaniu magazynu Metal Hammer, poinformował, że członkowie Ugly Kid Joe planują wznowić działalność. Informacja została potwierdzona na profilu zespołu na MySpace 27 maja 2010. Zespół gra w tym samym składzie, w jakim grali przed rozpadem. W lipcu 2011 Shannon Larkin poinformował, że prace nad nową płytą zostały zakończone. Ich nowy EP, „Stairway to Hell” został wydany cyfrowo 5 czerwca 2012, a w sklepach pojawił się 9 lipca. W celu wypromowania albumu zespół wystąpił na wielu festiwalach w Europie, m.in.: Sweden Rock Festival w Szwecji, Download w Anglii, Gods of Metal w Mediolanie i Belgrad Calling w Serbii. Byli też supportem Guns N’ Roses w Tel Awiwie 3 lipca 2012. Zespół wystąpił na 19. Przystanku Woodstock w Kostrzynie nad Odrą w 2013 roku.

## Skład
- William Whitfield Crane III - wokal
- Klaus Eichstadt - gitara
- Dave Fortman - gitara (zastąpił Rogera Lahra)
- Cordell Crockett - gitara basowa
- Zac Morris - perkusja

### Byli członkowie
- Roger Lahr - gitara
- Mark Davis - perkusja
- Shannon Larkin - perkusja (zastąpił Marka Davisa)

## Dyskografia
- As Ugly As They Wanna Be (1991)
- America’s Least Wanted (1992)
- Menace to Sobriety (1995)
- Motel California (1996)
- The Very Best Of Ugly Kid Joe: As Ugly As It Gets (1998)
- Stairway To Hell  (EP 2012)
- Uglier Than They Used Ta Be (2015)[3]
- Rad Wings of Destiny (2022)

### Single
| 1992 | „Everything About You" | 9 | 6  | —  | —  | 25 | 5 | — | 15 | 3  |             | America’s Least Wanted |  |  |
| 1992 | „Madman"               | — | —  | —  | —  | —  | — | — | —  | –  |             | America’s Least Wanted |  |  |
| 1992 | „Neighbor"             | — | 29 | —  | 28 | —  | — | — | —  | 28 |             | America’s Least Wanted |  |  |
| 1992 | „So Damn Cool"         | — | —  | —  | —  | —  | — | — | —  | 44 |             | America’s Least Wanted |  |  |
| 1993 | „Cats in the Cradle”   | 6 | 3  | 11 | 1  | 28 | 2 | 4 | 4  | 7  | - US: Złoto | America’s Least Wanted |  |  |
| 1993 | „Busy Bee"             | — | 22 | —  | 39 | —  | — | — | —  | 39 |             | America’s Least Wanted |  |  |
| 1994 | „Goddamn Devil"        | — | —  | —  | —  | —  | — | — | —  | —  |             | America’s Least Wanted |  |  |
| 1994 | „N.I.B.”               | — | —  | —  | —  | —  | — | — | —  | —  |             | Nativity in Black      |  |  |
| 1995 | „Tomorrow’s World"     | — | —  | —  | —  | —  | — | — | —  | —  |             | Menace to Sobriety     |  |  |
| 1995 | „Milkman's Son"        | — | —  | —  | 40 | —  | — | — | —  | 39 |             | Menace to Sobriety     |  |  |
| 1995 | „Cloudy Skies"         | — | —  | —  | —  | —  | — | — | —  | —  |             | Menace to Sobriety     |  |  |
| 1996 | „It's a Lie"           | — | —  | —  | —  | —  | — | — | —  | —  |             | Motel California       |  |  |
| 1996 | „Sandwich"             | — | —  | —  | —  | —  | — | — | —  | —  |             | Motel California       |  |  |
| 2012 | „Devil's Paradise"     | — | —  | —  | —  | —  | — | — | —  | —  |             | Stairway to Hell       |  |  |
|      |                        |   |    |    |    |    |   |   |    |    |             |                        |  |  |